# Metascarta tenera
Metascarta tenera är en insektsart som beskrevs av Fowler 1900. Metascarta tenera ingår i släktet Metascarta och familjen dvärgstritar. Inga underarter finns listade i Catalogue of Life.